# Władysław Kessler
Władysław Kessler (Keller) (ur. 4 czerwca 1835 w Warszawie – zm. 15 kwietnia 1867 w Paryżu) – członek ostatniego Rządu Narodowego powstania styczniowego, syn Leopolda i Praksedy z Sobockich.
Był studentem Szkoły Głównej. Po upadku powstania wyemigrował do Francji, był przez pewien czas przewodniczącym Towarzystwa Zbratania Wszystkich Wyznań. W 1862 ożenił się z Leontyną Szymańską. Pochowany został na Cmentarzu Montmartre.